# Keith Eddy
Keith Eddy (Barrow-in-Furness, 23 ottobre 1944 – 10 ottobre 2022) è stato un calciatore e allenatore di calcio inglese, di ruolo centrocampista.

## Carriera

### Giocatore
Esordisce tra i professionisti all'età di 17 anni con il Barrow, club della sua città natale, con cui trascorre quattro stagioni giocando nella quarta divisione inglese per un totale di 5 reti in 128 partite di campionato disputate. Passa quindi al Watford, in terza divisione; nella stagione 1968-1969, al suo terzo campionato consecutivo in questa categoria, vince il campionato, disputando poi tre stagioni consecutive (dal 1969 al 1972) sempre con gli Hornets in seconda divisione, per un totale di 240 presenze e 26 reti in partite di campionato con il club.
Nell'estate del 1972, dopo la retrocessione del Watford in terza divisione, viene ceduto allo Sheffield Utd: rimane con le Blades per quattro stagioni consecutive (dal 1972 al 1976), tutte trascorse in prima divisione, categoria nella quale totalizza complessivamente 114 presenze e 16 reti. Nel 1976 si trasferisce invece nella NASL ai N.Y. Cosmos, con cui tra il 1976 ed il 1977 realizza 9 reti in 30 presenze, vincendo anche il campionato NASL 1977 e venendo nominato tra i NASL All-Stars nel 1976. Nel 1976 ha inoltre fatto parte della rosa del Team America nel Torneo del Bicentenario.
In carriera ha totalizzato complessivamente 482 presenze e 45 reti nei campionati della Football League.

### Allenatore
Dal 1978 al 1981 ha allenato i Toronto Blizzard nella NASL.

## Palmarès

### Giocatore

#### Competizioni nazionali
- Third Division: 1

Watford: 1968-1969
- North American Soccer League: 1

New York Cosmos: 1977